# Zamek Frydenholm
Zamek Frydenholm (dun. Frydenholm) – powieść duńskiego pisarza Hansa Scherfinga z 1962. 

## Geneza
Dzieło zostało wydane po wieloletniej pracy publicystycznej autora w dzienniku Komunistycznej Partii Danii Land og Folk. Była wolnym nawiązaniem do utworu Idealister (pol. Idealiści) wydanego w Szwecji w 1943. W powieści Scherfing dokonał bezlitosnego osądu społeczeństwa duńskiego okresu II wojny światowej, ukazując meandry działania polityków socjaldemokratycznych, którzy oficjalnie współpracowali z okupantami niemieckimi. Skrytykował postawy arystokracji, przemysłowców, a także drobnomieszczaństwa, które w dużej mierze poparło nazizm niemiecki.

## Treść
Powieść w rodzaju gorzkiej satyry ma charakter reportażowy, dokumentujący napięcia społeczne w Danii. Poprzez kreację fikcji autor ukazał paradokumentalną relację z duńskiego życia politycznego okresu wojennego. Zastosował nie używane wówczas szeroko w powieściach sposoby narracji, takie jak wywody o kulisach działań duńskiej policji, nazistów duńskich, jak również cytatów z publicystyki, aluzji do przeszłości okupacyjnej znanych powszechnie polityków, czy zwierzeń autobiograficznych. Kreacja świata przedstawionego w powieści została w głównej mierze podporządkowana chęci ukazania na sposób reportażowo-publicystyczny, korzeni klęski i zdrady części polityków, którzy przygotowali się do niej na długo przed wojną, jak również refleksji rodzącej się w duńskim społeczeństwie i jego stopniowe przechodzenie na pozycje antynazistowskie (nie dotyczyło to szczególnie zagorzałych kolaborantów). 
Autor wykluczył szczególnie drobiazgowe dociekanie motywów kierujących bohaterami. Nie przeprowadził też głębszych analiz psychologicznych tych postaci. Skupił się na sporządzeniu wiarygodnego, sfabularyzowanego reportażu z przeszłości kraju. Główne stronnictwa są już uformowane, a duński świat polityczny uporządkowany i podzielony między socjaldemokratów, liberałów, policjantów, kolaborantów, komunistów i niemieckich agentów. Ludzie związani z tymi ugrupowaniami to osoby o ugruntowanych poglądach, które dokonały kluczowych wyborów. Zgodnie z komunistycznymi przekonaniami autora ukazał on komunistów jako osoby konsekwentne i ofiarne, socjaldemokratów jako chytrych zdrajców, wielki kapitał i latyfundystów jako apolitycznych dorobkiewiczów, a kapitalistów jako obłudników karających za poglądy ludzi inaczej myślących. Kapitalistom przypisuje wspieranie rasizmu i nazizmu. Według autora to komuniści odkrywają, że w społeczeństwie kapitalistycznym nie ma miejsca na prawdziwą sprawiedliwość i to oni pragną głębokich zmian strukturalnych na gruncie walki klas. Powieść jest według Witolda Nawrockiego pieśnią na cześć wolności i niezależności, na cześć komunistów, którzy jako pierwsi podjęli walkę z rodzimymi kolaboracjonistami i niemieckim okupantem.